# Félicien Chapuis
Félicien Chapuis (Verviers, 29 april 1824 - Heusy, 30 september 1879) was een Belgisch entomoloog en arts.
Félicien Chapuis werd geboren in Verviers, België, in 1824 als zoon van een dokter. Na zijn diploma ging hij studeren in Bonn en leerde daar Duits. Hij vervolgde zijn studie aan de Universiteit van Luik waar hij bevriend raakte met Ernest Candèze. Van jongs af aan was hij al geïnteresseerd in de natuurwetenschappen en biologie en Candèze deelde zijn belangstelling voor entomologie. Ze waren alle twee geïnteresseerd in kevers (coleoptera) en bestudeerden de larven van kevers onder professor Jean Théodore Lacordaire. Hij promoveerde in natuurwetenschappen en geneeskunde en naast zijn praktijk als arts in Parijs, bleef hij als amateur entomoloog actief. Chapuis keerde terug naar zijn geboortestad en voltooide Lacordaire's monumentale werk Histoire naturelle des insectes. Genera des Coléoptères en voegde 3 delen toe aan de 9 delen die Lacordaire voor zijn dood reeds geschreven had. Chapuis was lid van de Koninklijke Vlaamse Academie van België voor Wetenschappen en Kunsten en in 1872 werd hij geridderd in de Orde van Leopold II.

## Enkele werken
- 1866 - Monographie des platypides in Mémoires de la Société des Sciences de Liège
- 1869 - Synopsis des Scolytides in Mémoires de la Société des Sciences de Liège
- 1874 - Histoire naturelle des Insectes. Genera des Coléoptères. deel X. (Phytophages)
- 1875 - Histoire naturelle des Insectes. Genera des Coléoptères. deel XI. (Phytophages)
- 1876 - Histoire naturelle des Insectes. Genera des Coléoptères. deel XII. (Érotyliens. Endomychides, Coccinellides)

- Bibliothèque nationale de France: cb12437293t (data)
- Stuttgart Database of Scientific Illustrators 1450–1950: 5434
- Gemeinsame Normdatei: 172684811
- International Standard Name Identifier: 0000 0000 8391 4318
- Library of Congress Control Number: n92040537
- Nederlandse Thesaurus van Auteursnamen: 214157350
- SNAC: w6mb2xfm
- Système universitaire de documentation: 084440627
- Trove: 1189701
- Virtual International Authority File: 69022505
- WorldCat: E39PBJcwB7GYC7Gtfc4VDRwBfq